# El diamante de Jerusalén
El diamante de Jerusalén (en inglés The Jerusalem Diamond) es la tercera novela del escritor estadounidense Noah Gordon publicado en 1979. 

## Argumento
Harry Hopeman, un importante personaje en el mundo de los diamantes, inicia un viaje a Tierra Santa para intentar recuperar El ojo de Alejandro, también denominado El diamante de la Inquisición, legendario diamante ligado a la historia de la familia del protagonista.
A través de un viaje desde tiempos bíblicos, Hopeman procurará encontrar sus propias raíces.